# Les Illuminations (Symphonie rimbaldienne)
Pour les articles homonymes, voir Les Illuminations.
Les Illuminations (Symphonie rimbaldienne) est une œuvre pour deux solistes, récitant et orchestre, de la compositrice française Fernande Decruck, écrite en 1943.

## Contexte et création
Fernande Decruck compose ses Illuminations d'après le recueil éponyme d'Arthur Rimbaud en 1943. L'œuvre est créée le 28 novembre 1943, par Hélène Bouvier, Charles Panzéra, Eugène Bigot et les Concerts Lamoureux,. Il s'agit de la première œuvre jouée en public de Fernande Decruck.

## Structure
1. Prélude (Rimbaud)
2. Six lieder :
  1. Aube
  2. J’ai tendu des cordes de clocher à clocher
  3. Des fleurs magiques bourdonnaient
  4. Au bois il y a un oiseau
  5. Je suis le saint
  6. Qu’on me loue enfin ce tombeau
3. Villes